# Туристичка организација Бања Лука
Туристичка организација Бања Лука (ТОБЛ) градска је институција чији је оснивач град Бања Лука и која обавља послове на промоцији и унапређивању туризма од интереса за град.
Стоји под надзором градског Одјељења за културу, туризам и социјалну политику.

## Организација
Туристичка организација Бања Лука (ТОБЛ) основана је Одлуком Скупштине града Бања Лука од 25. септембра 2003. године ради вршења послова развоја, очувања и заштите туристичких вриједности на територији града Бања Лука. Званично је почела са радом 24. августа 2004. године.
Туристичка организација Бања Лука има својство правног лица и уписује се у судски регистар. Органи управљања су директор и Управни одбор, а именују се на период од четири године са могућношћу реизбора. Директор представља и заступа Туристичку организацију, извршава одлуке Управног одбора, организује и руководи радом Туристичке организације и обезбјеђује законитост рада Туристичке организације. Основни акт градске туристичке организације је статут.

## Директори
Директори Туристичке организације Бања Лука:
- проф. др Остоја Барашин (2009—2017)
- Ирена Радојевић (од 2018)